# 나카사토촌 (후쿠시마현)
나카사토촌(中郷村)은 후쿠시마현 다무라군에 있었던 촌이다. 1955년 4월 1일 나카사토촌 및 미하루정, 오기사와촌, 사와이시촌, 가나메타촌, 나카쓰마촌 등 6개 정·촌이 합병하여 미하루정이 신설되고 폐지되었다.

## 지리
- 미하루정의 남부가 나카사토촌이 있던 곳이다.

## 역사
- 1889년 4월 1일 - 정촌제 시행에 의해 다키촌, 시바하라촌, 헤비이시촌, 네모토촌, 히와타시촌, 기쓰네다촌, 요기아시촌, 하루다촌, 가이야마촌, 헤비사와촌, 구구리키촌, 라쿠우치촌, 세리가사와촌이 합병해 다무라군 나카사토촌이 성립하였다.
- 1955년 4월 1일 - 나카사토촌 및 미하루정, 오기사와촌, 사와이시촌, 가나메타촌, 나카쓰마촌 등 6개 정·촌이 합병하여 미하루정이 신설되고, 나카사토촌 등은 폐지되었다.

## 인구
- 1889년 2,921
- 1920년 3,019
- 1947년 3,710

## 참고 문헌
- 角川日本地名大辞典編纂委員会『角川日本地名大辞典 7 福島県』、角川書店、1981年 ISBN 4-04-001070-1
- 日本加除出版株式会社編集部『全国市町村名変遷総覧』、日本加除出版、2006年、ISBN 4-8178-1318-0